# 王凝
王凝（1528年—1579年），字道甫，號毅菴，湖廣襄阳府宜城縣民籍，江西安福县人。明朝政治人物，嘉靖壬子湖廣鄉試解元，丙辰進士。官至兵部右侍郎。

## 生平
嘉靖三十一年（1552年）壬子科湖廣鄉試第一名舉人。嘉靖三十五年（1556年）丙辰科会试三十九名，二甲三十七名进士。礼部观政，授刑部主事，三十七年改兵部，三十八年改礼部，兼翰林院待诏，充裕王府讲读。四十五年升儀制司郎中，升光禄寺少卿。
隆慶元年（1567年）二月，升太常寺少卿、掌尚宝司事。二年丁父忧，八月賜王凝父赠太常寺少卿王麟祭一坛给半葬。五年三月復除原职，八月升通政使司右通政、提督誊黄，六年正月升光禄寺卿，四月升太常寺卿。
萬曆三年（1575年）三月升都察院右副都御史、巡撫雲南、兼建昌毕节等处军务。剿平云南临安地方土官普崇明、崇新兄弟之乱。
万历四年（1576年），缅甸大举进攻孟养，明缅战争爆發。孟养土司思个向明朝告急。缅军进攻戛撒（在今缅甸杰沙）時，斷糧，“饥甚，以摄金易合米，始屠象马，既剥树皮，掘草根，军中疫作，死者山积”。思个請求明朝的援兵迅速赶来，王凝“防边将喜事，遂一切以镇静待之”。又不准罗汝芳发兵增援思个，“汝芳接檄愤恨，投债于地，大骂而罢”。李贽在姚安府時，常與王凝争执，李贽說此人本“下流，不必道矣。”
萬曆六年（1578年）十月升南京大理寺卿，十二月升兵部右侍郎，七年卒，九月賜祭葬。

## 著作
有《西寺貽稿》。

## 家族
曾祖王迪，義官。祖父王澄，巡检。父王麒，知州、累封太常寺少卿。母沈氏，封太安人加恭人。兄王冲（生员）、弟王兆、王準。王兆，萬曆癸酉舉人。